# ランボルギーニ・テルツォ ミッレニオ

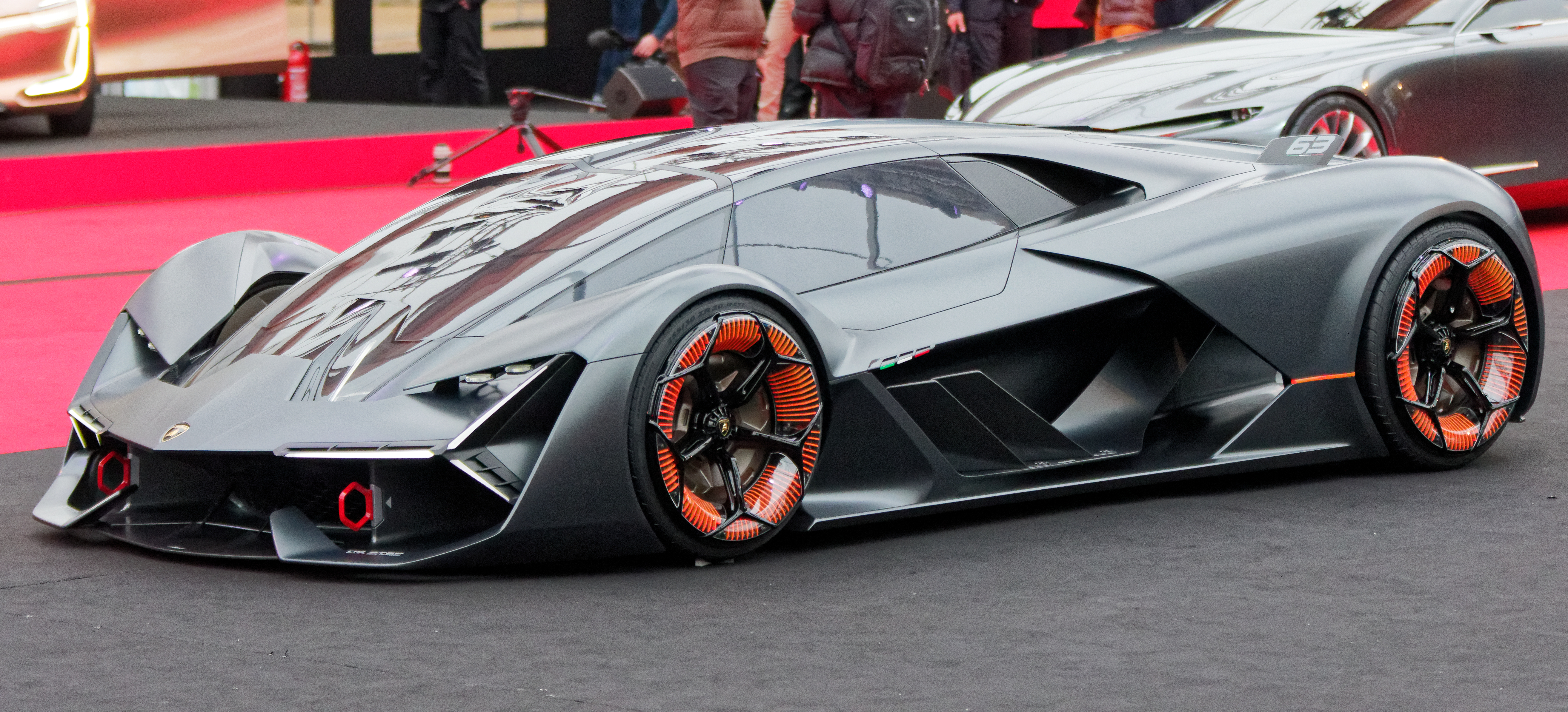
テルツォ・ミッレニオ

ランボルギーニ・テルツォ・ミッレニオ（Lamborghini Terzo Millennio、日本語: 3千年紀）は、イタリアの自動車メーカー、ランボルギーニとアメリカのマサチューセッツ工科大学が共同で開発・製造したコンセプトカー。

## 概要
2017年11月6日にマサチューセッツ工科大学において初公開された電動スーパーカー。
このコンセプトモデルが掲げているターゲットは、「未来のスポーツカー」というもの。世界がEVへとシフトする流れがあるこの時代において、ランボルギーニはEVスーパーカー(スーパーEV)を妥協なく実現するための要素を「エネルギー貯蔵」と「革新素材」という観点から定義している。
ランボルギーニは2016年秋、マサチューセッツ工科大学と提携し、主に、自動車用の新たな素材に焦点を当てて、研究に取り組んできた。インホイールモーターを搭載しており、4輪の各車輪が直接トルクを発生する4WD。これにより、デザインと空力性能のニーズに応じた車体ボディの自由な設計を可能にした。また、テルツォ・ミッレニオはボディの素材に最先端素材の1つであるカーボンナノチューブを採用することで、ボディ全体をスーパーキャパシタ（電気二重層コンデンサ）として活用。スーパーキャパシタは強い電気エネルギーを一気に充放電できる性能を備えているため、ハイパワーモーターを搭載するスーパーEVに適したエネルギー源といえる。米国マサチューセッツ州ケンブリッジで開催されたEmTechカンファレンスで発表され、ランボルギーニの最高技術責任者であるマウリツィオ・レッジャーニは、この車は実際の生産車というよりも「思考ボックス」であると述べ、彼はまた、会社が電気を動力源とする車両を直接使用しないことを強調している。スーパーキャパシタの技術は2019年に初のハイブリッドの限定車シアン FKP 37に反映された。

### デザインとボディ

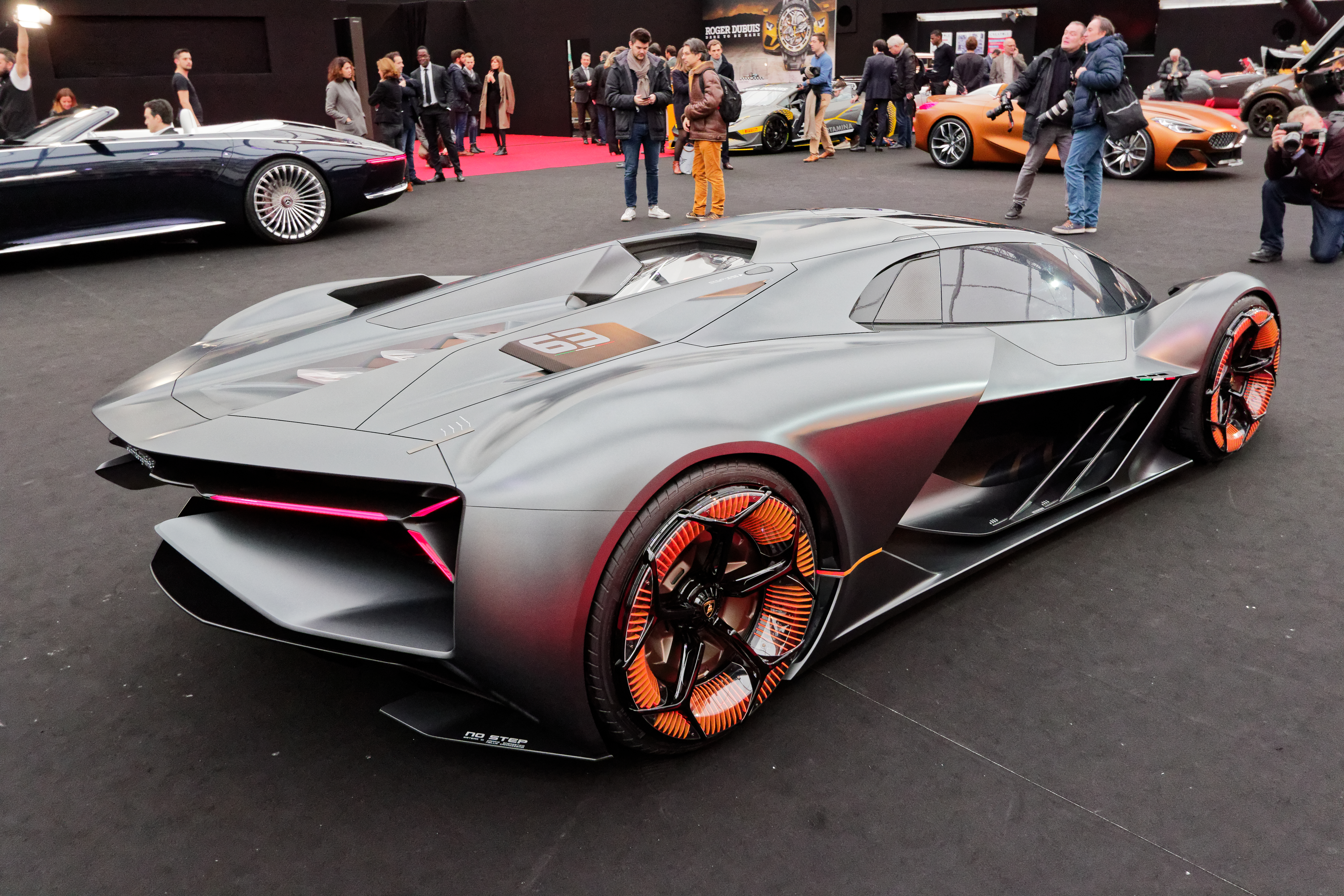
Rear view

デザインは「ガンディーニライン」の一部と見なされ、ランボルギーニのチーフデザイナーであるミィティア・ボルケルト（Mitja Borkert）と同社のCentro Stile部門の作品である。Terzo Millennioは、将来のスポーツカーの代表としても使用され、ヘッドライトやテールライトなどのY字型のデザイン要素に加えて、三角形のフロントトランクとリアエンジンベイを備えた、モダンなランボルギーニデザインを継承してる。ボディパネルにはカーボンファイバーを全面に使用し車のボディはヘルスシステムによって監視され、乗員の入場は、スライド式キャノピーを介して行われる。